# Missècle
Missècle är en kommun i departementet Tarn i regionen Occitanien i södra Frankrike. Kommunen ligger i kantonen Graulhet som tillhör arrondissementet Castres. År 2022 hade Missècle 98 invånare.

## Befolkningsutveckling
Antalet invånare i kommunen Missècle
| Referens: INSEE |